# GZMB
GZMB (англ. Granzyme B) – білок, який кодується однойменним геном, розташованим у людей на короткому плечі 14-ї хромосоми. Довжина поліпептидного ланцюга білка становить 247 амінокислот, а молекулярна маса — 27 716.
| 10         |  | 20         |  | 30         |  | 40         |  | 50         |
| ---------- |  | ---------- |  | ---------- |  | ---------- |  | ---------- |
| MQPILLLLAF |  | LLLPRADAGE |  | IIGGHEAKPH |  | SRPYMAYLMI |  | WDQKSLKRCG |
| GFLIRDDFVL |  | TAAHCWGSSI |  | NVTLGAHNIK |  | EQEPTQQFIP |  | VKRPIPHPAY |
| NPKNFSNDIM |  | LLQLERKAKR |  | TRAVQPLRLP |  | SNKAQVKPGQ |  | TCSVAGWGQT |
| APLGKHSHTL |  | QEVKMTVQED |  | RKCESDLRHY |  | YDSTIELCVG |  | DPEIKKTSFK |
| GDSGGPLVCN |  | KVAQGIVSYG |  | RNNGMPPRAC |  | TKVSSFVHWI |  | KKTMKRY    |

A: Аланін

C: Цистеїн

D: Аспарагінова кислота

E: Глутамінова кислота

F: Фенілаланін

G: Гліцин

H: Гістидин

I: Ізолейцин

K: Лізин

L: Лейцин

M: Метіонін

N: Аспарагін

P: Пролін

Q: Глутамін

R: Аргінін

S: Серин

T: Треонін

V: Валін

W: Триптофан

Кодований геном білок за функціями належить до гідролаз, протеаз, серинових протеаз. 
Задіяний у таких біологічних процесах, як апоптоз, цитоліз. 